# Gestreifter Seewolf
Der Gestreifte Seewolf (Anarhichas lupus) ist ein Meeresfisch aus der Familie der Seewölfe (Anarhichadidae), der in der Nordsee, rund um die Britischen Inseln, in der Biscaya, entlang der Küste Norwegens, in der Barentssee, bei Island, an der Küste des südlichen Grönland und im westlichen Atlantik von Labrador, über Neufundland bis Cape Cod in Massachusetts vorkommt. In der Ostsee soll er bis Rügen und Bornholm leben.

## Merkmale
Der graue Seewolf kann bis zu 1,2 Meter lang und 25 kg schwer werden. Kennzeichnend für die Art sind 10 bis 15 dunkle Streifen die von der Rückenflosse über den langgestreckten Körper abwärts laufen. Der Gestreifte Seewolf ist meist von graugrüner Farbe. Es gibt aber auch rötlichbraune und schwarze Exemplare. Das Gebiss ist sehr kräftig, die Zähne werden im Winter ausgewechselt.

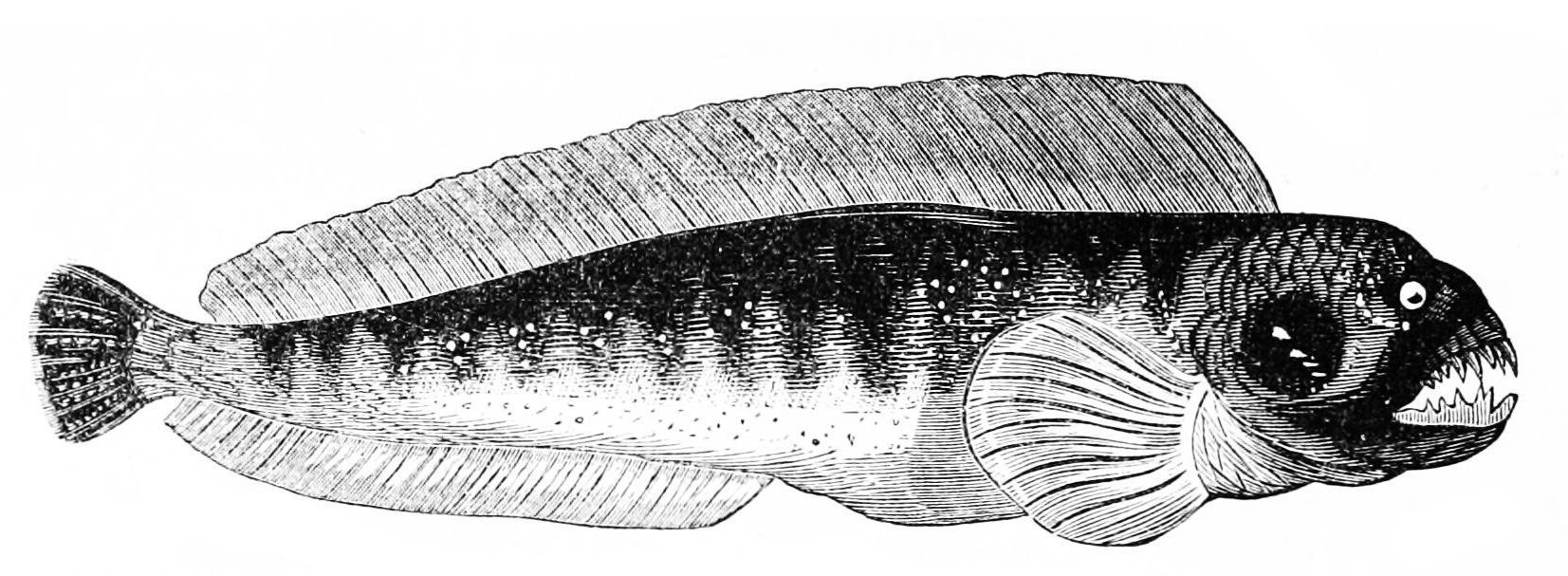
Gestreifter Seewolf (Anarhichas lupus)
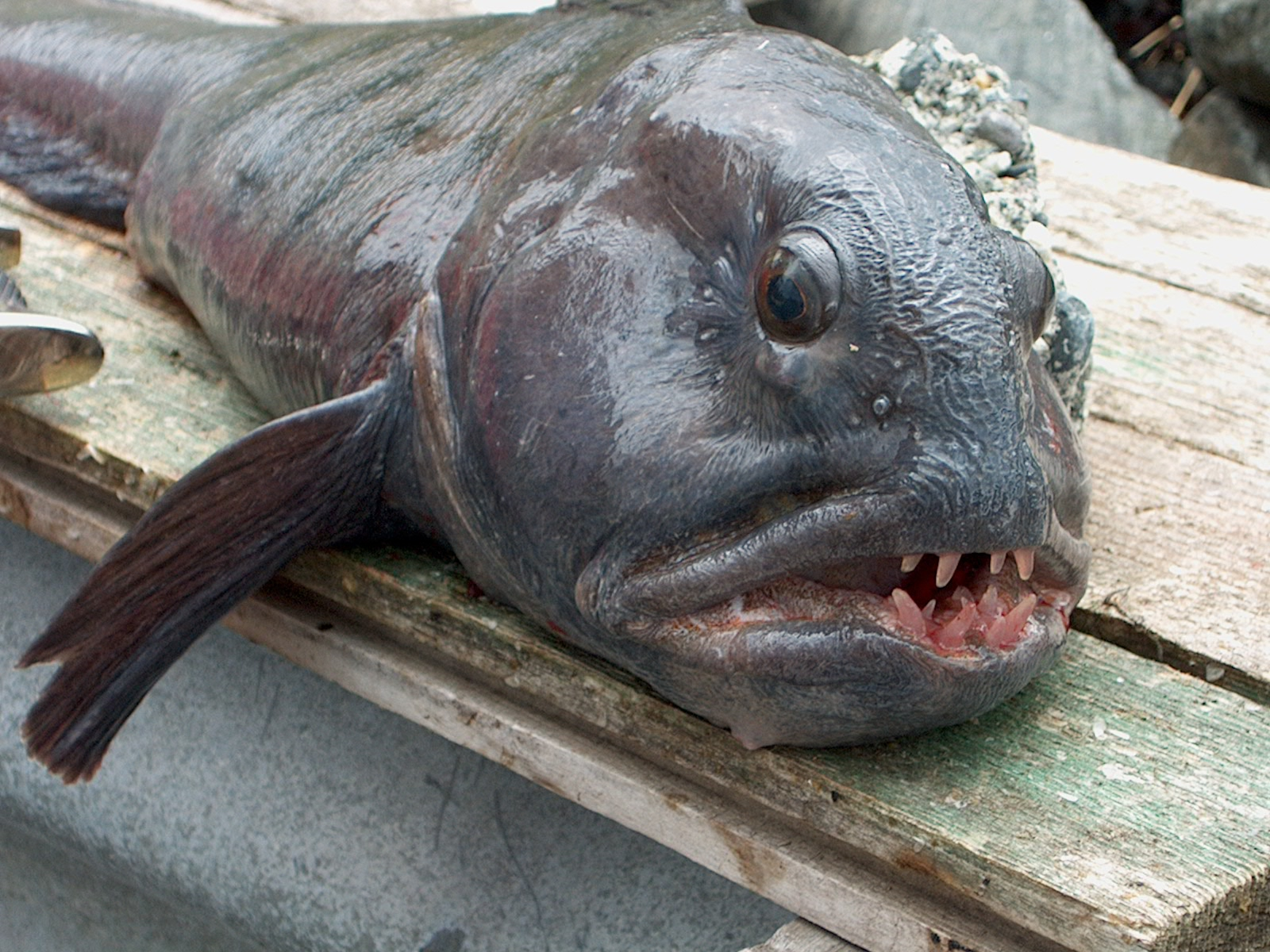
Frisch gefangener Gestreifter Seewolf
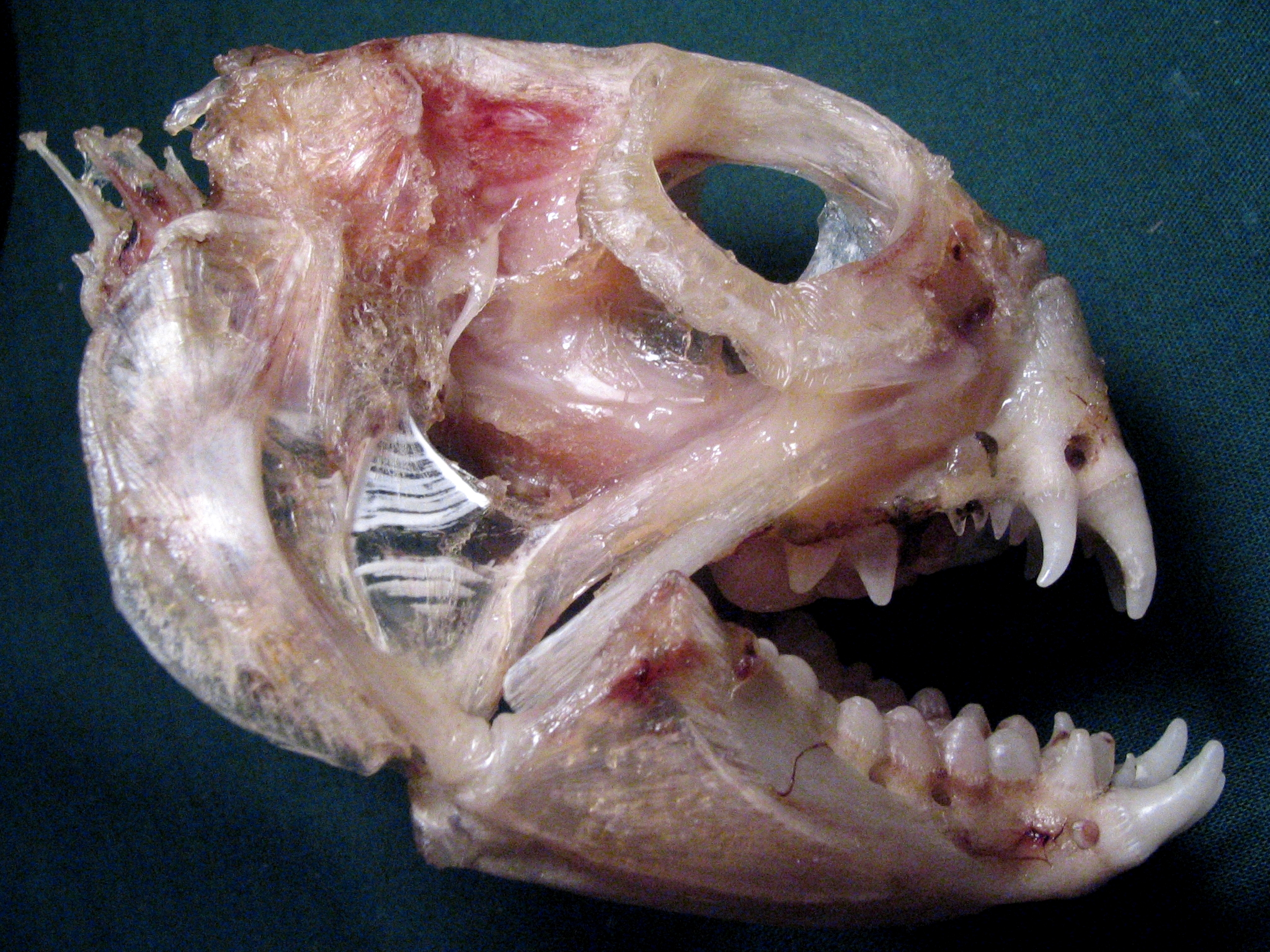
Der Schädel des Fisches
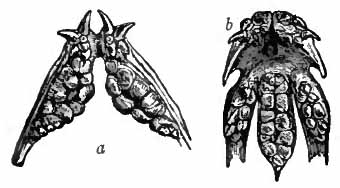
Bezahnung: a Unterkiefer von oben, b Oberkiefer und Gaumen von unten

## Lebensweise
Der Gestreifte Seewolf lebt solitär auf dem Meeresgrund in felsigen Habitaten, seltener auf Sand- oder Schlammböden, in Tiefen von 20 bis 500 Metern. Er ernährt sich vor allem von hartschaligen Wirbellosen wie Muscheln, Seeigeln und Krebsen.
Gestreifte Seewölfe laichen von Oktober bis Januar. Die Weibchen legen bis zu 25.000 Eier, die einen Durchmesser von 5 bis 6 mm haben. Der auf dem Meeresgrund liegende Eiballen wird bis zum Schlupf der Larven nach etwa zwei Monaten vom Männchen bewacht. Die Larven sind beim Schlupf etwa einen Zentimeter lang und leben noch 3 bis 4 Monate von ihrem Dottersack. Danach leben sie pelagisch, um mit einer Länge von 5 bis 6 Zentimeter zum Bodenleben zurückzukehren.

## Nutzung

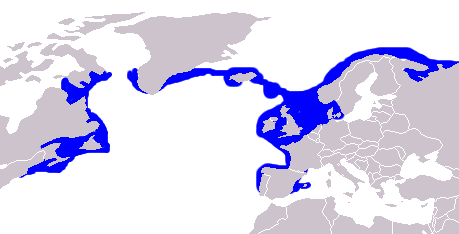
Verbreitung des Gestreiften Seewolfs

Der Gestreifte Seewolf ist in Europa ein begehrter Speisefisch. Er stammt aus den kalten Meeren der nördlichen Halbkugel und wird nur als Beifang gefischt, so dass er nicht zu bestimmten Jahreszeiten angeboten wird. Die Fischer gehen vorsichtig mit ihm um, da er noch lange nach der Landung wild um sich beißen kann.
Als ganzer (und ausgenommener) Fisch wird er teils auch zum Grillen verwendet. Wegen des derben Aussehens wird der Fisch jedoch meist filetiert gehandelt, teils auch in Scheiben („Karbonadenfisch“). Die Filets oder Scheiben werden frisch oder eingefroren als Kat(t)fisch, Karbonadenfisch oder unter dem Handelsnamen „Steinbeißer“ vermarktet. Er hat jedoch nichts mit dem geschützten Süßwasserfisch Steinbeißer zu tun. Das relativ feste Fleisch eignet sich zum Braten, Pochieren und Dämpfen. Als Kochfisch harmoniert er gut mit klassischen Zutaten wie Senf(sauce) und Kartoffeln. In der Küchensprache wird er im deutschen Sprachraum manchmal auch als Lupo di mare bzw. Loup de mer bezeichnet. 
Siehe auch: Gefleckter Seewolf (wird ebenfalls unter dem Handelsnamen „Steinbeißer“ vermarktet)

## Gefährdung
Der gestreifte Seewolf gilt als überfischt und ist u. a. wegen seiner späten Geschlechtsreife für Überfischung besonders anfällig.

### Nordwestatlantik
Im Nordwestatlantik sind die Bestände wegen Überfischung zusammengebrochen, weswegen der gestreifte Seewolf dort als eine geschützte Art gilt.

### Island
In Island wird der Fang der Art effektiv reguliert, wodurch sich die isländischen Bestände stabilisieren konnten.

### Nordostatlantik
Über die Bestandszustände im Nordostatlantik liegen keine gesicherten Informationen vor, jedoch ist die Befischung stark. Es existieren in den EU-Gewässern keine gezielten Managementmaßnahmen für die Art.